# Cichlasoma ufermanni
Cichlasoma ufermanni är en fiskart som först beskrevs av Robert Allgayer 2002.  Cichlasoma ufermanni ingår i släktet Cichlasoma och familjen Cichlidae. Inga underarter finns listade i Catalogue of Life.